# 浩齐特左翼旗
浩齐特左翼旗，中国清代、民国时期内蒙古旧旗名。
清崇德二年（1637年），博罗特率部自喀尔喀车臣汗处归附皇太极。顺治三年（1646年）以浩齐特部置，属锡林郭勒盟。牧地滨大小吉里河，治今内蒙古自治区西乌珠穆沁旗西北赛尔诺尔。1948年与乌珠穆沁左翼旗、乌珠穆沁右翼旗合并为东部联合旗。